# Hvidovre Ligahockey
Hvidovre Ligahockey var en dansk ishockeyklub, der i perioden 2009–11 fungerede som eliteoverbygning på Hvidovre Ishockey Klub, og som i sæsonerne 2009-10 og 2010-11 deltog i den bedste danske ishockeyliga, AL-Bank Ligaen. Klubben blev dannet som efterfølger til Hvidovre IK's tidligere eliteoverbygning, Totempo HvIK, som gik konkurs i februar 2009.
Holdet debuterede i AL-Bank Ligaen i sæsonen 2009-10, hvor det endte grundspillet på ottendepladsen og dermed lige akkurat kvalificerede sig til slutspillet i den ni hold store liga. Holdet var dog reelt uden chancer i kvartfinaleserien mod AaB Ishockey, som vandt med 4-1 i kampe. Den efterfølgende sæson var der fremgang at spore, og i grundspillet, der i mellemtiden var blevet indskrænket til otte hold, endte Hvidovre Ligahockey på femtepladsen. I kvartfinalepuljen mod Herning Blue Fox og Frederikshavn White Hawks blev det dog til lutter nederlag, og holdet måtte derfor for anden sæson i træk forlade turneringen i kvartfinalen.
Derefter omstruktureredes konstruktionen, idet Hvidovre IK fortsatte elitesatsningen sammen med KSF og Gladsaxe Ishockey under navnet Copenhagen Hockey, som dog aldrig opnåede samme succes som Hvidovre Ligahockey.